# Спиридон, Александр Фёдорович
Алекса́ндр Фёдорович Спиридон (рум. Alexandru Spiridon; род. 20 июля 1960, Единцы, Молдавская ССР, СССР) — советский и молдавский футболист, полузащитник, тренер. До июля 2019 года — главный тренер сборной Молдавии по футболу.

## Биография
Александр Спиридон родился 20 июля 1960 года в молдавском городе Единцы. Выступал на позиции полузащитника. Начал карьеру игрока в 1976 году играя за «Нистру», но из-за травмы на высокий уровень выйти не сумел. Вот как он сам описывает свою травму:
«Я уже был игроком молодежной сборной СССР – играл с Заваровым, Тараном. В общем, подавал серьезные надежды и очень высоко котировался в бывшем СССР. Но я как патриот решил поднимать футбол родной Молдовы. В 1979 году мы должны были ехать на чемпионат мира. А в те времена было распространено такое явление, как матчи между командами мастеров и любителей. Мы ездили по селам и маленьким городам, играли с местными – так пропагандировался футбол. И во время такого поединка в городе Фалешты, за два дня до отъезда в сборную, мне сломали ногу. Обе кости... Это было жутко: большой палец голеностопа достал до колена, нога просто болталась. До сих пор люди говорят, что такого ужасного крика, как тогда мой, больше в жизни не слышали. И все. Моя карьера только-только началась… Сразу вызвали санавиацию, переправили меня в Кишинёв. Через сутки прооперировали, поставили аппарат Илизарова, с ним я проходил 13 месяцев. Кроме того, я сильно подорвал здоровье рентгенограммами: их делали по 7–8 в день, притом что в год можно не более двух! Но это было необходимо, рентген помогал врачам при подкручивании шурупов, совмещающих кости. Так за год мне сделали 46 рентгенов. Короче говоря, я выбыл из футбола надолго. А когда восстановился, был уже не тем, потерял скорость. Но продолжал играть: свой последний матч провел в 38 лет».
В 1979 году играл на Спартакиаде народов СССР за сборную Молдавской ССР. В 1992 году получил награду «Футболист года» как лучший футболист Молдавии.
Играл в командах «Нистру» (1976—1981, 1983—1986), СКА (Киев) (1982), «Заря» (Ворошиловград) (1983), «Заря» (Бельцы) (1987—1990), «Зимбру» (1991, 1992—1996), «Тилигул» (1996—1997).
За сборную Молдавии сыграл 16 матчей, забив 2 гола. 29 марта 1995 года после матча против Албании завершил международную карьеру.

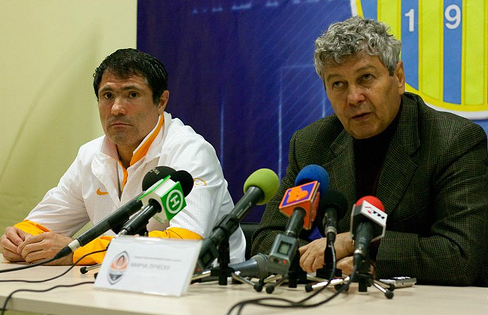
Спиридон и Мирча Луческу. 2009 год.

В 1992 вошёл в тренерский штаб кишинёвской «Зимбру» в качестве помощника Сергея Сырбу. В 1994 года назначен играющим главным тренером кишинёвской «Зимбру», после чего работал с молдавскими клубами «Тилигул» и «Униспорт». Параллельно с 1994 по 2000 год работал в тренерском штабе сборной Молдавии, после чего возглавил «молодёжку», но летом следующего года Спиридон вернулся в главную команду страны, которую тренировал до конца года. В 1994—1995 годах, уже будучи одним из тренеров, продолжал выступать за сборную и как игрок.
В 2001 вновь возглавлял «Зимбру», а затем «Нистру».
Летом 2004 года Мирча Луческу пригласил Спиридона стать его ассистентом в донецком «Шахтёре», где помимо тренерских обязанностей также выполнял роль переводчика. В этой роли он восемь раз выигрывал чемпионат Украины — в 2005, 2006, 2008, 2010, 2011, 2012, 2013 и 2014 годах, а также Кубок УЕФА.
В мае 2016 года Александр Спиридон вошёл в тренерский штаб Луческу в «Зените».
В январе 2018 года вновь возглавил сборную Молдавии.

## Достижения
- Обладатель Кубка УЕФА (2008/09) в составе «Шахтёра».
- Пятикратный чемпион Молдавии (1992, 1992/93, 1993/94, 1994/95, 1995/96) в составе «Зимбру».
- Обладатель кубка Молдавии (1996/97) в составе «Зимбру».
- Семикратный чемпион Украины (2005, 2006, 2008, 2010, 2011, 2012, 2013) в составе «Шахтёра».
- Четырёхкратный обладатель кубка Украины (2008, 2011, 2012, 2013) в составе «Шахтёра».
- Четырёхкратный обладатель суперкубка Украины (2005, 2008, 2010, 2012) в составе «Шахтёра».
- Лучший футболист Молдавии: 1992.
- ордена «За заслуги» III степени (2011)[5]